# 天基動能武器
軌道動能武器是一種處於概念階段的大規模毀滅性武器，所有必備科技在理論上已經實現。其構想最早來自美國星戰计划概念提出後，世界上許多國防科技專家馬上想到了將核武飛彈佈署於太空衛星上，戰時直接落在敵人國土上方極大縮減了對方反應時間，然而不久後就有人提出裝置任何有質量的物體從衛星高度墜落，其殺傷力與隕石撞地球無異，不需要核武也能達成核武類似效果，但計劃並沒有付諸實現。
1990年代後冷戰結束，這種概念可能的戰術使用則日漸成為顯學，因為戰術核武器的輻射污染和政治敏感性，使得使用核武器的正當性在國際社會很難立足，核彈頭複雜的維持費用也高得驚人。即使很小的機率，但核彈頭是有理論上可能被劫持搶走成為恐怖袭击武器，另一方面，非常規戰爭的多樣化，而常规武器僅靠化學能變化，彈體非常巨大，使用與保管均所非不貲，对於敵人越来越坚固的地下工事，往往束手无策，嚇阻能量日漸不足，開始不具备战略威慑能力，因此理論上威力超過任何傳統炸彈的動能武器，就成為取代核武器、但又有強大戰術用途的非核子選項之一。

## 構想
軌道動能武器理論上，是将寬30厘米、长6.1米、重量达数吨的钨、钛或铀金属棒狀彈體，部署於大型人造衛星上，将其扔下穿過大氣燃燒階段，可通过给這些棒狀物加裝的小型助推火箭以略為改變飛行導引且加速，之後，金属棒从距离地面1000公里的太空倾泻而下，时速可达15000公里以上：
地表势能{\displaystyle U_{e}=-{\frac {GMm}{R_{e}}}=-{\frac {(6.6743\times 10^{-11})(5.972\times 10^{24})(1000)}{6.371\times 10^{6}}}=-6.272\times 10^{10}{\text{ J}}}
距地面1000km的势能 {\displaystyle U=-{\frac {GMm}{R_{e}+h}}=-{\frac {(6.6743\times 10^{-11})(5.972\times 10^{24})(1000)}{6.371\times 10^{6}+10^{6}}}=-5.424\times 10^{10}{\text{ J}}}
得出转换出的动能=U-Ue=8.48×10^9焦耳=2020Kg{\displaystyle K=U-U_{e}=8.48\times 10^{9}{\text{ J}}} ，

相当于 {\displaystyle (8.48\times 10^{9})\div (4.184\times 10^{6})=2020{\text{ kg TNT}}} 當量/每噸彈頭，其产生的动能撞击可以比拟小型戰術核武器。

这种新型軌道武器反应速度快、命中精度高，即沒有輻射也不違反不扩散核武器條約，威力大小透過彈體質量容易調整。
但由於能量守恆定律，要發射天基动能武器，使其獲得能在軌道環繞的動能及勢能之和，不會比發射時火箭所含燃料的能量更多。

## 實踐
90年代起國際軍事界的傳言中，美國国防部曾提出過「上帝之杖」（Rods From God）计划的軌道動能武器概念，但無人知道具體是否有進展。“上帝之杖”的想法是将一捆电线杆大小（长20英尺（6.1），直径1英尺（0.30））的钨棒状弹体，从轨道上投射下来，速度高达音速的十倍即3402.9米每秒。
中国曾有相关原型测试的研究论文，“根据某戈壁滩超高速动能弹对地打击原型实验：140 kg 的钨棒以4650m/s的速度撞击戈壁滩，形成坑深3.0 m，坑径4.6 m的抛物形弹坑”，钨棒长0.84米、直径0.11米。

## 外部連結
- . weeklystandard.com.   [2016-08-22]. （原始内容存档于2015-10-26）.
- . Popular Science. June 2004  [2016-08-22]. （原始内容存档于2020-12-23）.
- Richard L. Garwin.  (PDF). 14 May 2003.